# Battlezone
Battlezone es un videojuego arcade de Atari, lanzado al mercado en 1980. El juego simula un combate de tanques con una vista tridimensional de líneas (con gráficos vectoriales) en un plano horizontal en blanco y negro, con un monitor CRT. Mediante una lámina translúcida adherida a la pantalla la imagen se ve en verde y rojo. Debido a sus innovaciones este juego fue muy popular durante muchos años.

## Desarrollo
La técnica de gráficos es similar a juegos como Asteroids. El juego fue diseñado por Ed Rotberg, quien diseñó muchos de los juegos de Atari, Atari Games, y Seent.

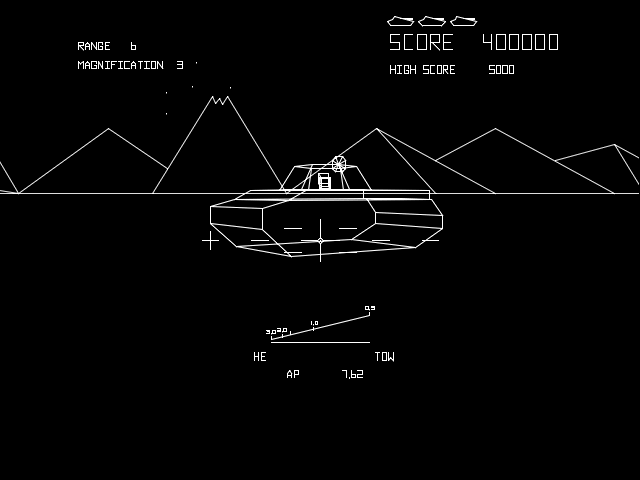
Captura de pantalla de Bradley Trainer en un emulador

Una versión llamada Bradley Trainer  fue diseñada para ser utilizada por el Ejército de los Estados Unidos como entrenamiento para los artilleros del tanque M2/M3 Bradley. En diciembre de 1980, algunos desarrolladores de Atari se negaron a trabajar en el proyecto debido a su asociación con el Ejército, en particular el programador original Ed. Rotberg. Rotberg tan solo accedió después de que se le prometiera que nunca se le pediría hacer otro trabajo para el ejército. Solo se produjeron dos, uno fue entregado al ejército y se presume perdido, y la otra en la colección privada de Scott Evans quien lo encontró en un cubo de basura en la parte posterior del aparcamiento de Midway. El artillero yugo se basó en la lucha contra el vehículo Bradley de control y posteriormente se reutiliza en el popular juego de Star Wars. El Bradley Trainer difiere radicalmente del Battlezone original, ya que incluye helicópteros, misiles y ametralladoras; además, el tanque no se mueve; tan solo la torreta gira.
Por otra parte, una versión cocktail de Battlezone se desarrolló como prototipo. Pertenece también a una colección privada.
Debido al uso de primera persona en 3D combinado con una efectiva "visualización por periscopio" el juego es ampliamente considerado el primer  arcade de realidad virtual. Asimismo, Bradley Trainer es considerado el primer dispositivo de entrenamiento de Realidad Virtual utilizado por el Ejército de los EE. UU.

## Jugabilidad

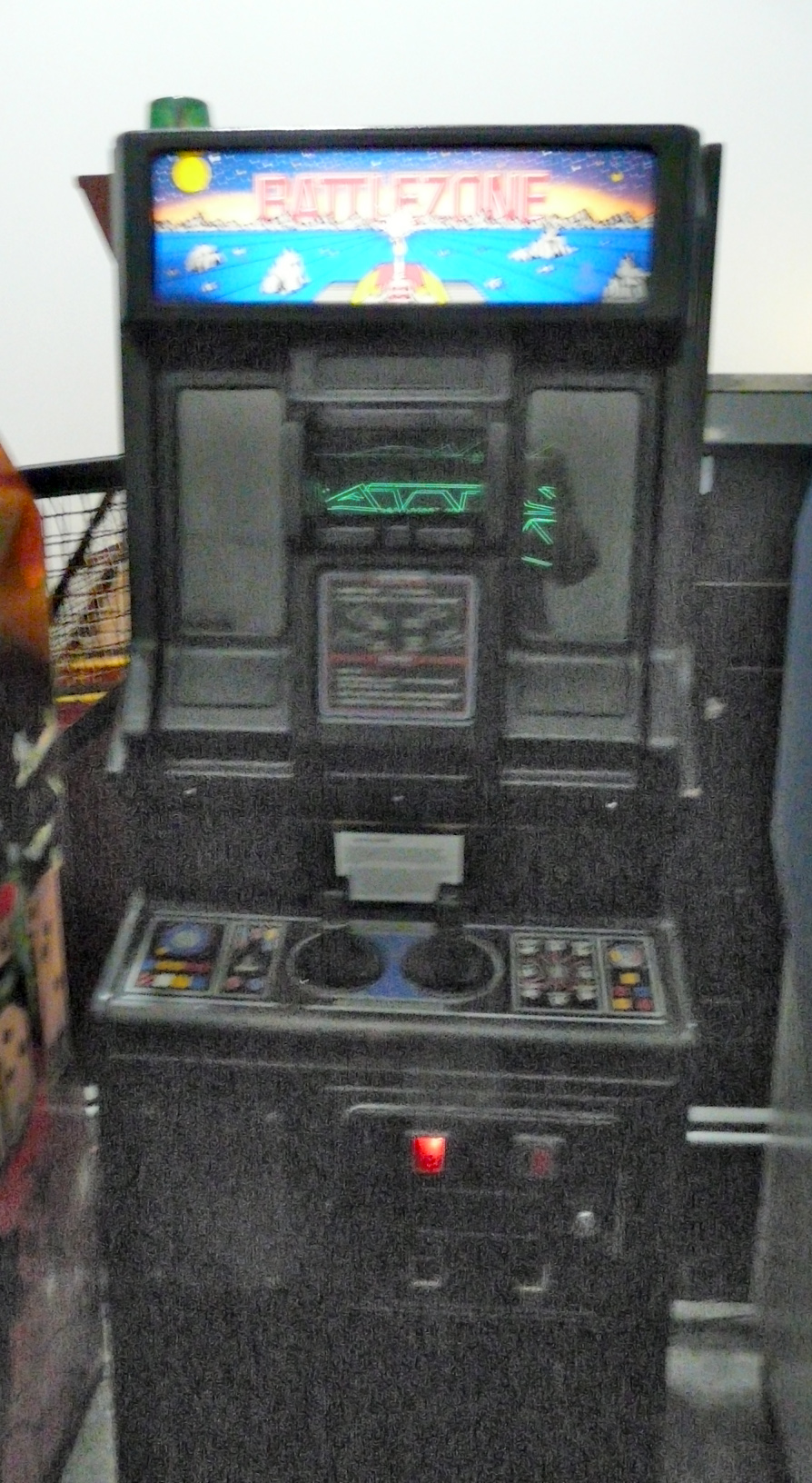
Cabina de Battlezone en un Salón recreativo.

El juego transcurre en una llanura con  horizonte montañoso con un volcán en erupción, una  luna creciente, y varios sólidos geométricos (en forma vectorial) tales como pirámides y cubos. El jugador ve la pantalla, que incluye un radar para encontrar y destruir los tanques normales (bastante lentos), o los Supertanks (con un movimiento más acelerado). A veces aparecen ovnis y misiles guiados a modo de Bonus. Los ovnis difieren de los tanques en que no disparan contra el jugador, y no aparecen en el radar. El jugador puede esconderse detrás de los bloques o maniobrar rápidamente, girando, una vez ha disparado, para intentar ganar tiempo y no ser alcanzado. 
El precio común en los EE. UU. variaba de 25 centavos a un dólar por juego, en función de ajuste de la máquina. El ajuste típico era de 25 centavos el juego, con tres tanques.
La puntuación de Battlezone es simple. Destruir un tanque enemigo vale 1000 puntos; un Supertank vale 3.000 puntos, y el platillo volante tiene un valor de 5.000 puntos. El misil guiado vale 2.000 puntos cuando es destruido. Cada uno de estos objetivos puede ser destruido con un solo disparo del jugador. Se otorga un tanque extra cuando la puntuación del jugador llega a 15.000 puntos, otro a los 100.000 puntos, y en lo sucesivo cada 100.000 puntos . El juego incluye solo un enemigo hostil sobre el terreno en todo momento, el jugador nunca tiene que luchar contra  dos tanques enemigos a la vez, o un tanque y misiles guiados. Un OVNI puede aparecer en pantalla al mismo tiempo que un tanque enemigo, y puede en ocasiones ser destruido por el fuego enemigo.
Los obstáculos sólidos geométricos son indestructibles, y pueden bloquear el movimiento de un jugador del tanque. Sin embargo, también son útiles como escudos, ya que bloquean el fuego enemigo también.
La música escuchada en la puntuación más alta es de iniciales pronta Obertura 1812 de Chaikovski.
David Palmer tiene el registro oficial para este juego con un máximo posible de 23 millones de puntos.